# Franz Xaver Kleinheinz
Franz Xaver Kleinheinz (* 26. Juni 1765 in Nassenbeuren bei Mindelheim; † 29. Januar 1832 in Pest) war ein österreichischer Komponist, Klavierpädagoge und Kapellmeister.

## Leben
Kleinheinz ging zunächst nach München und 1799 nach Wien, wo er Beethoven kennenlernte und bald ein gesuchter Klavierlehrer wurde. Zu seinen Schülerinnen zählten Giulietta Guicciardi und die Schwestern Therese Brunsvik und Josephine Brunsvik. Ab 1805 nahm er in Brünn einen zweiten Wohnsitz und erhielt im August 1810 eine Stelle als Kapellmeister in Pressburg. Anfang Mai 1813 heißt es, Kleinheinz, „einer der vorzüglichsten Klavierspieler“, hätte in Pressburg gekündigt und befinde sich wieder in Wien. Von 1814 bis 1824 wirkte er als Dirigent am Deutschen Theater in Pest.

## Werke (Auswahl)
- Fantaisie Sonate pour le Piano-Forte composée et dediée à Son Excellence Madame la Comtesse de Brunsvik Maythény, op. 7, Wien: Joseph Eder [1801]
- Sonate pour le Pianoforte avec l'Accompagnement d'un Violon obligé, composée et dediée à Mad. la Comtesse Therese de Brunswik, op. 9 (Digitalisat)
- Hektors Abschied (Schiller) op. 10 für 1–2 Singstimmen und Cembalo, Wien: Kunst- und Industrie-Comptoir [1802]
- Der Handschuh (Schiller) op. 11 für Singstimme und Cembalo, Wien: Kunst- und Industrie-Comptoir [1802]
- Grande Sonate pour le Piano-Forte à quatre mains, composée et dediée aux Demoiselles les Comtesses Julie et Henriette de Brunswick, op. 12, Wien: Kunst- und Industrie-Comptoir
- Trio für Klarinette, Violoncello und Klavier op. 13, Wien: Bureau d'Arts et d'Industrie, 1802
- Der Kampf (Schiller) op. 14 für Gesang und Klavier, „dem Herrn Grafen Georg von Bérényi gewidmet“, Wien: Kunst- u. Industrie Comptoir
- Trois grandes sonates pour le fortepiano, ou clavecin op. 17, Leipzig: Hoffmeister und Kühnel [1803]
- La passione di Gesù Cristo, 1813
- Notturno D-Dur für Klavier und Viola, autorisierte und als op. 42 veröffentlichte Bearbeitung von Franz Xaver Kleinheinz der Serenade für Streichtrio D-Dur op. 8 von Ludwig van Beethoven.
- Serenade für Flöte und Klavier, autorisierte und als op. 41 veröffentlichte Bearbeitung von (wahrscheinlich[3]) Franz Xaver Kleinheinz der Serenade für Flöte, Violine und Bratsche D-Dur op. 25 von Ludwig van Beethoven.
- Die Empfehlungsfeier. Schlußkantate bey Gelegenheit der ersten Vorstellung unter der neuen Direktion des Herrn Johann Baptist Mayer, den 15. April von der Gesellschaft abgesungen. Die Worte sind von Herrn Tobias Frech E. v. Ehrimfeld. Die Musik von Franz Xaver Kleinheinz, Kapellmeister des k. städtischen Nationaltheaters in Brünn, Brünn: Franz Karl Siedler 1805 (Digitalisat)